# 秋田市立広面小学校
秋田市立広面小学校（あきたしりつ ひろおもてしょうがっこう）は、秋田県秋田市広面にある公立小学校。学校区は、手形山と太平川に挟まれた地域に位置する。通称は「広小」（ひろしょう）。

## 教育目標
- 緑と太陽の広小

## 沿革
- 1874年11月3日 - 広面字谷内佐渡12番地の民家を借り広面学校を創設
- 1887年 - 広面小学校八田分校を太平小学校八田分教室とする
- 1893年 - 校舎を広面釣瓶町に新築
- 1953年 - 彫刻家の佐々木素雲が新校章作成、学区が広面方面、柳田方面、赤沼方面の３地区で構成されていた。
- 1976年 - 新校舎が広面字蟹沢に完成、エース佐々木直行投手(城東[1]-経大付[2])を擁し野球部が全県優勝
- 1979年 - 田中功左腕(城東-経法大付)を主戦に再び野球で全県優勝、鶴田達郎監督の黄金期を迎える[3]
- 1980年 - プールが完成
- 1995年 - 秋田大学医学部附属病院に、院内学級「ひまわり学級」を開設
- 2000年 - 小学生クラス対抗30人31脚全県優勝（翌年も優勝）
- 2004年 - チームロープジャンプ大会3組全県優勝
- 2007年 - NHK全国学校音楽コンクール秋田県大会金賞受賞、東北大会出場
- 2025年 - 秋田市立太平小学校と秋田市立下北手小学校を吸収予定

## 校舎
- 敷地面積 21,516 ㎡
- 校舎面積 03,762 ㎡
- 屋内運動場面積 01,042 ㎡[4]

## 校章
- 校章のページを参照。

## 校歌
- 広面小学校校歌 - 作詞 佐々木高一、作曲 菊池三男。校歌のページを参照。

## 部活動
- 合唱部

## スポーツ少年団
- サッカー部
- 野球部
- バレーボール部女子
- バスケットボール部男女
- バトン部[5]

## 主な進学先
- 秋田市立城東中学校
  - 秋田市立秋田東中学校(城東中開校以前)

## 最寄駅
- 秋田駅

## アクセス
- 秋田中央交通　手形山大学病院線　広面小学校入口下車
- 赤沼線　三吉神社入口下車

## 著名な出身者

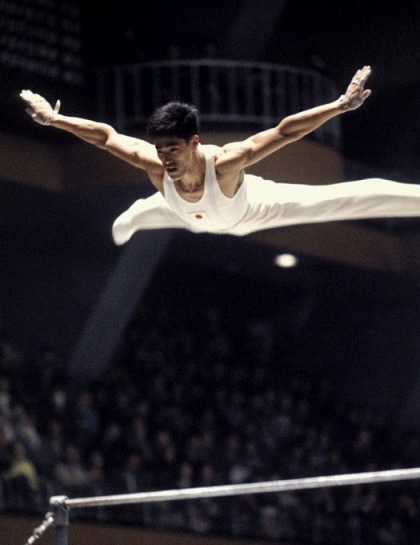
1964年の遠藤

- 遠藤幸雄 (体操選手、セントラルスポーツ創業者)[6][7][8][9]
- 榎洋之 (プロボクサー)[10]
- 伊藤綾子 (アナウンサー)
- 小松由佳 (登山家)[11]
- 山王丸和恵 (アナウンサー)
- 湯沢幸吉郎 (国語学者)
- 布施勇弥(俳優)

## ギャラリー

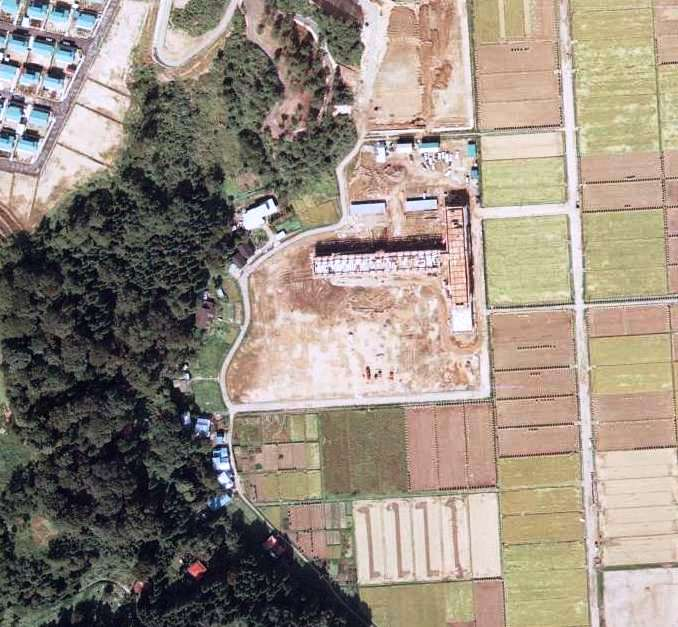
1975年新校舎建設中
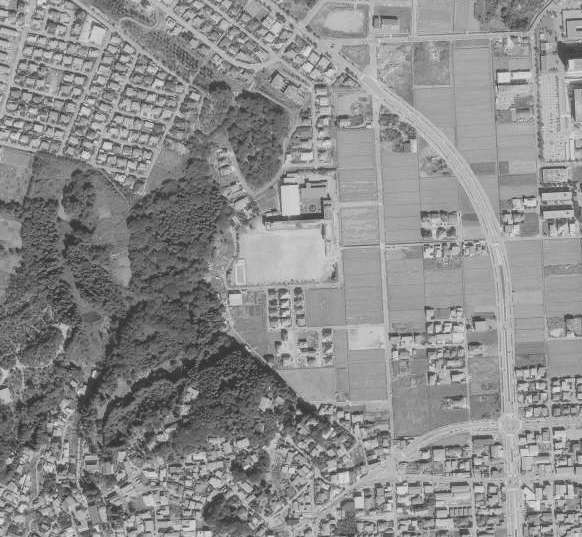
1989年9月
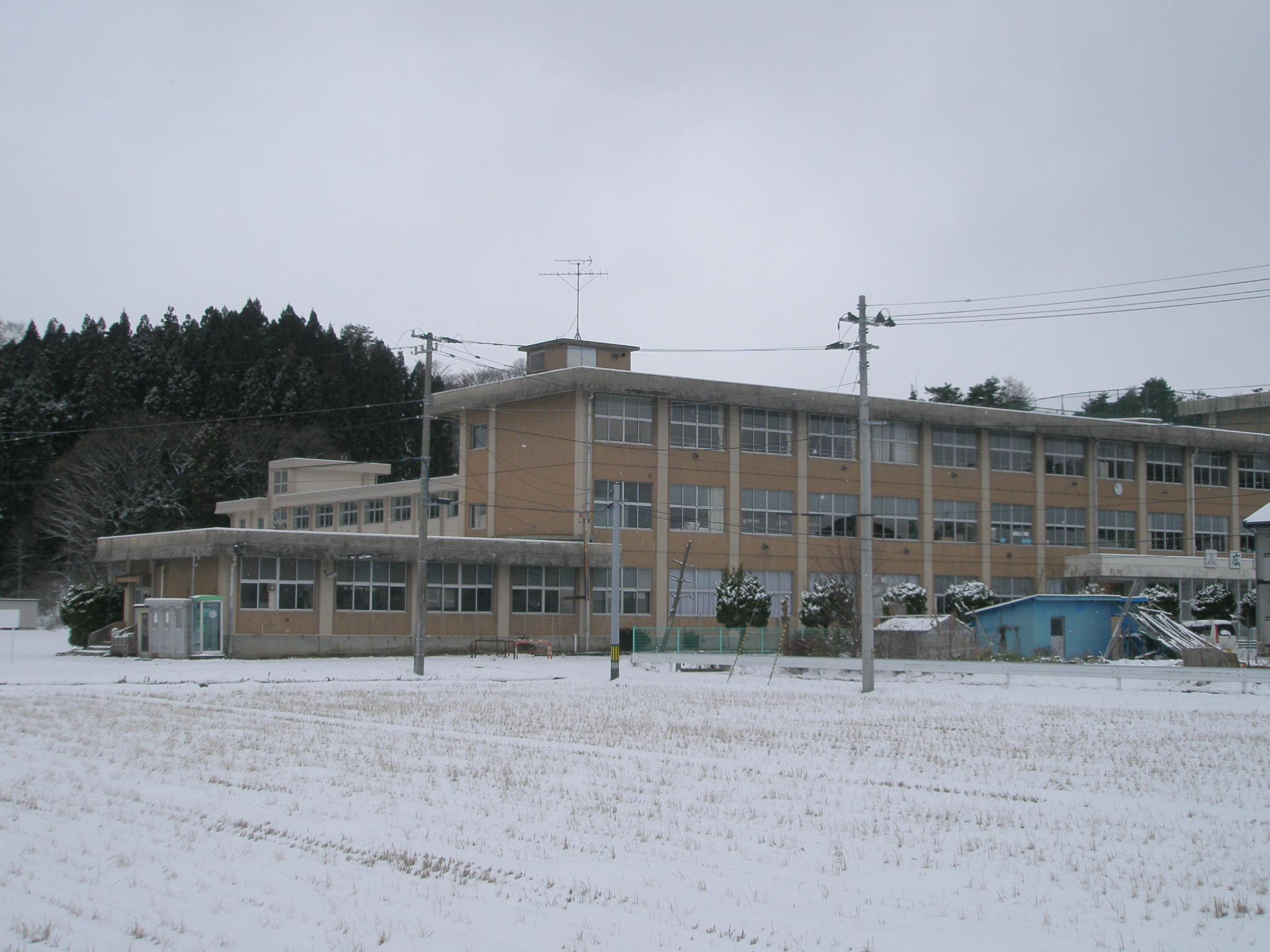
2008年1月
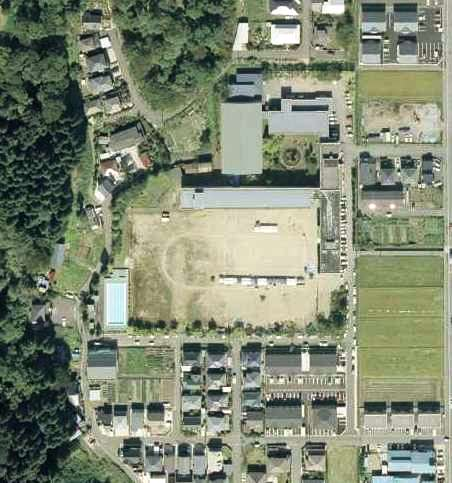
2009年9月　運動会の準備
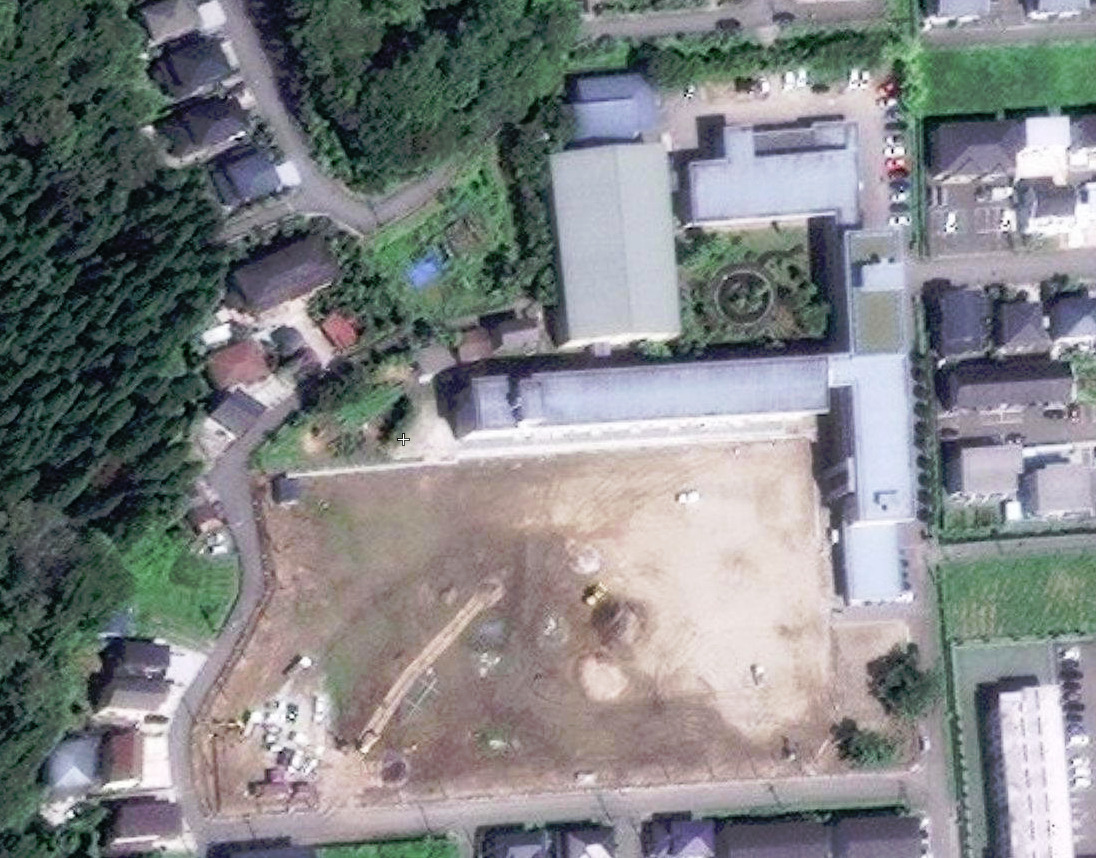
2017年9月、セントラルスポーツを利用するので校内プール廃止
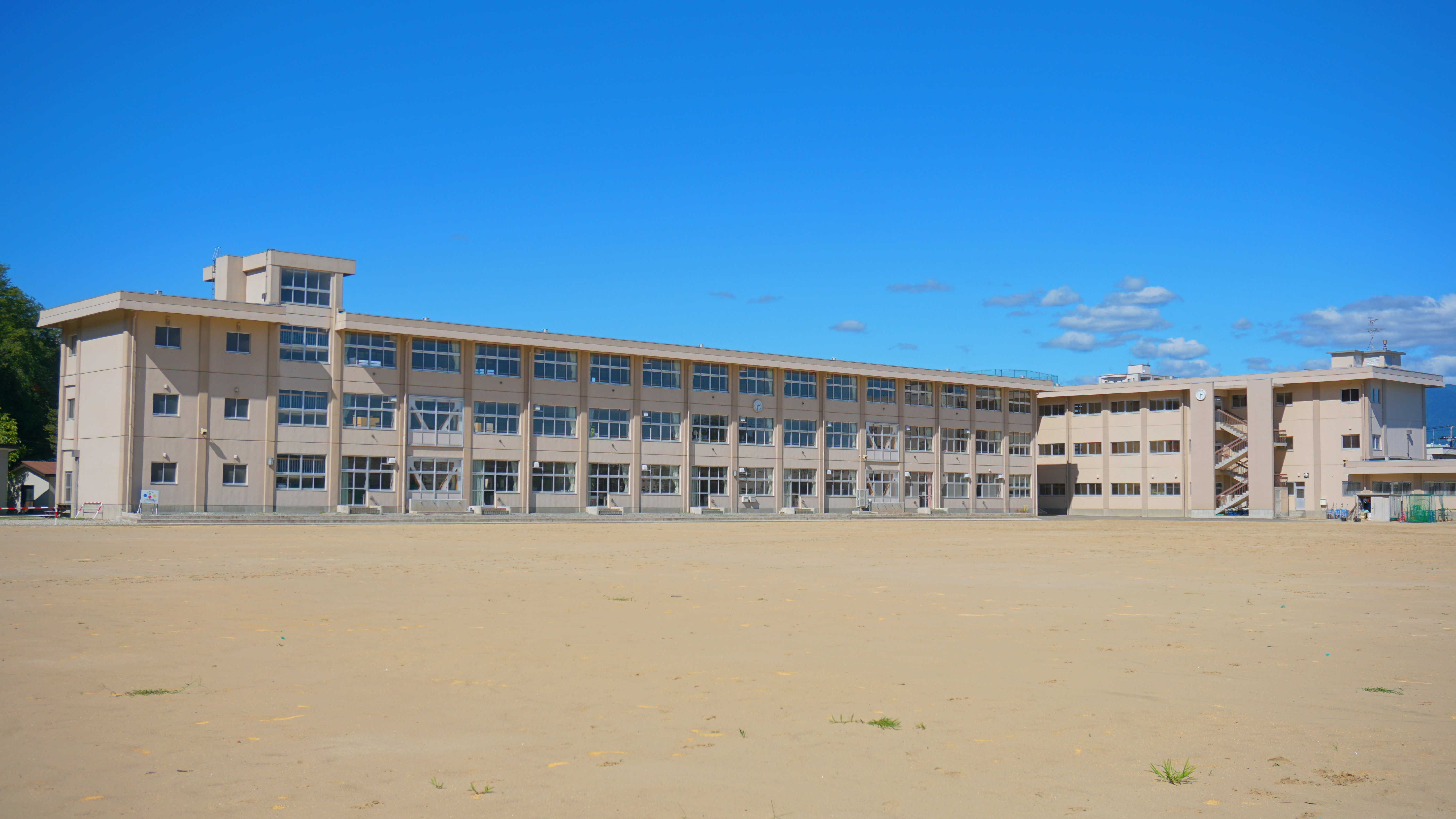
2019年8月
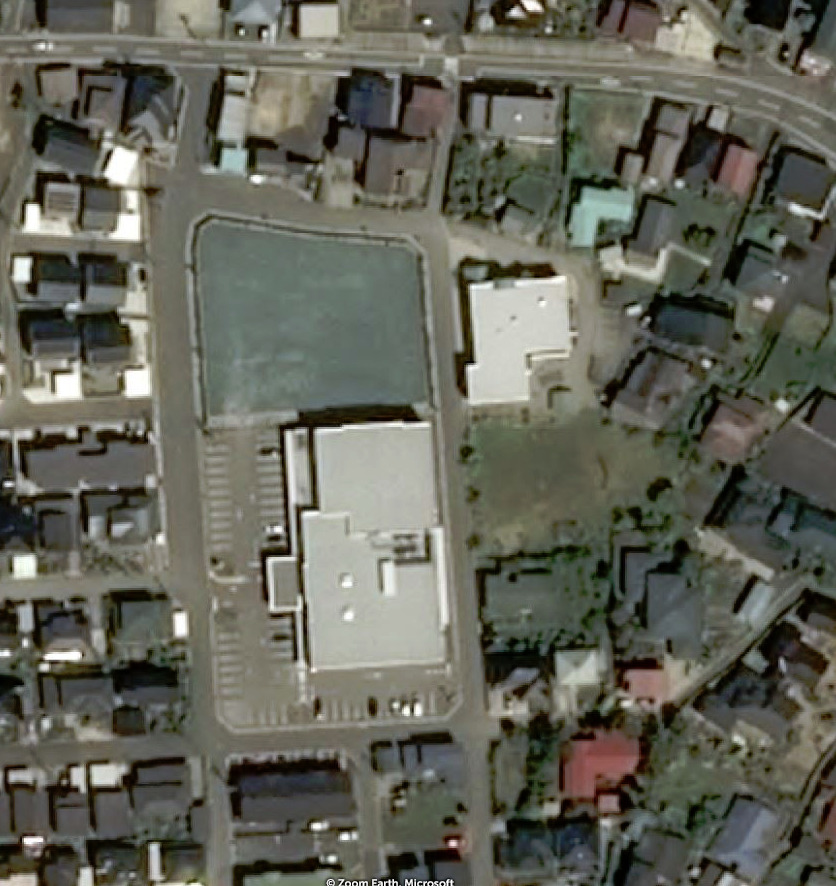
釣部町の旧校舎跡地 (北緯39度43分27.8秒 東経140度09分7.6秒 / 北緯39.724389度 東経140.152111度)
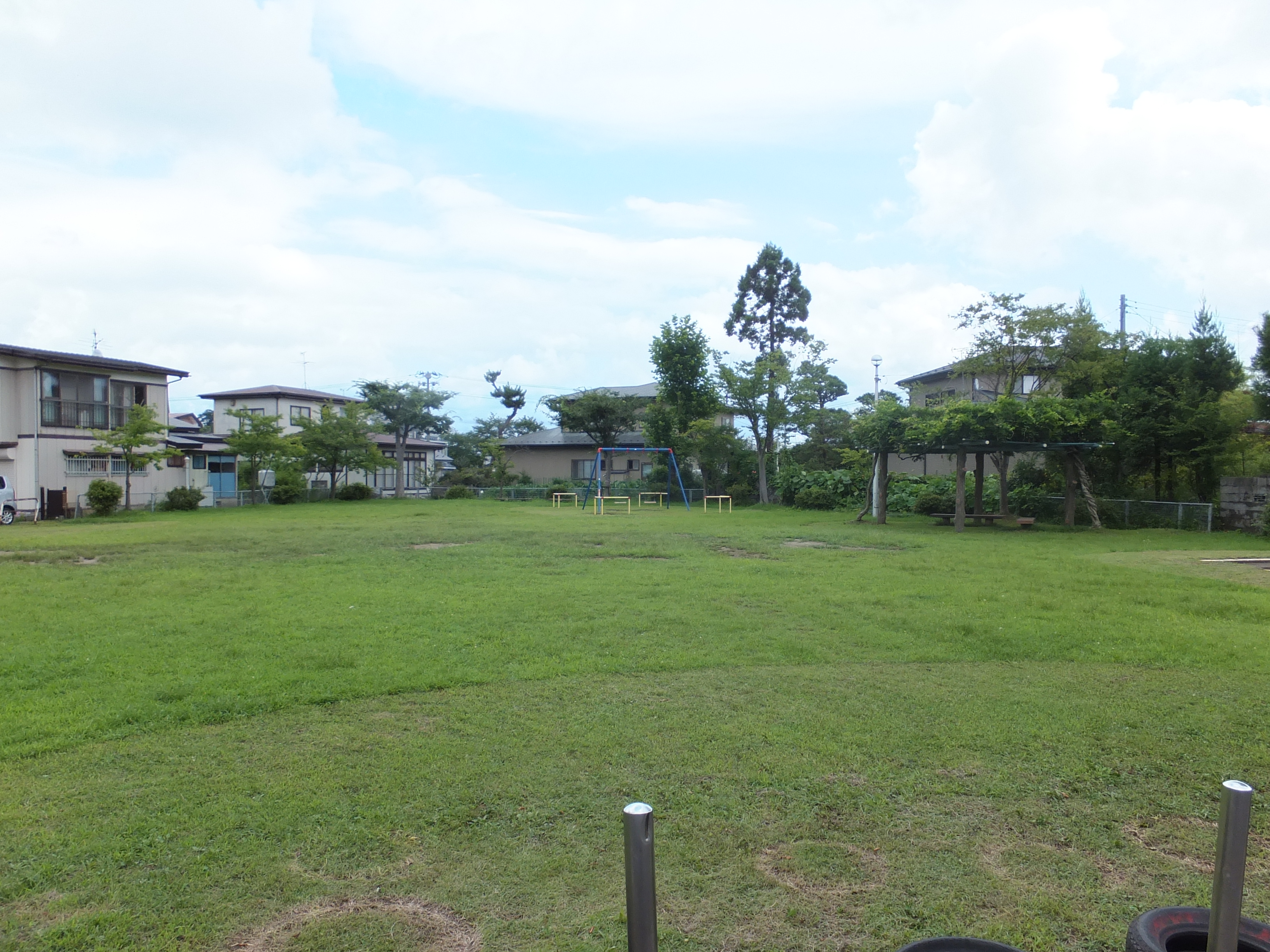
旧校庭
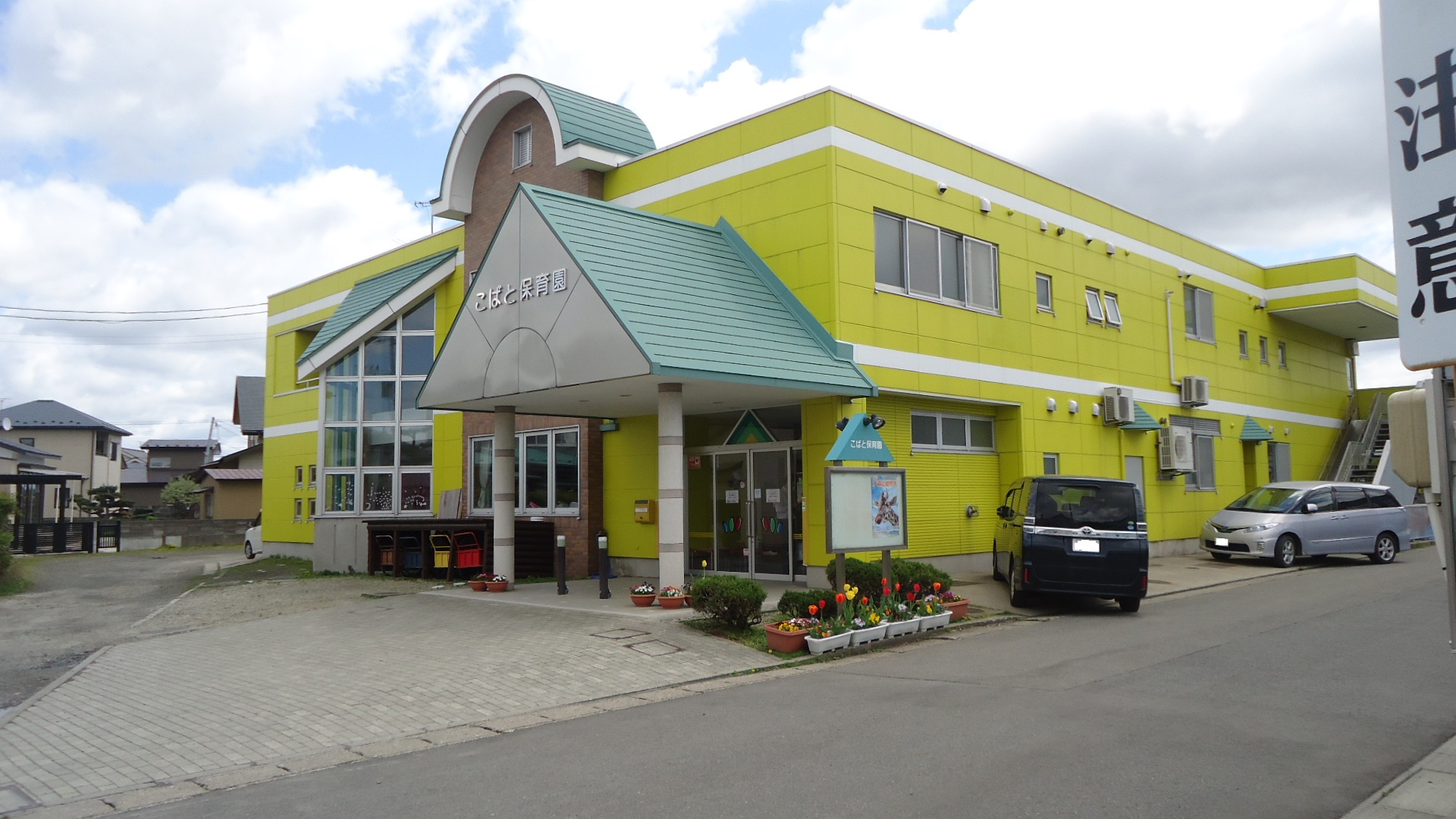
旧校舎敷地に建つこばと保育園  北緯39度43分28.7秒 東経140度09分8.2秒 / 北緯39.724639度 東経140.152278度)
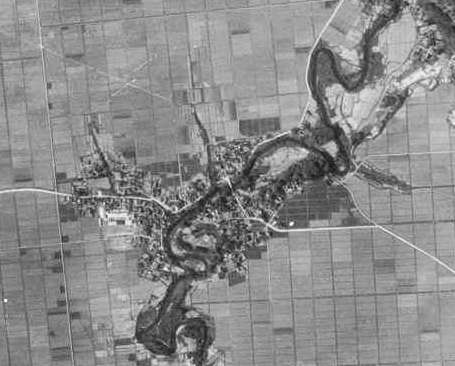
1948年の広面
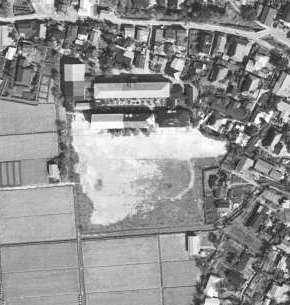
1962年　旧校舎 (北緯39度43分27.8秒 東経140度09分7.6秒 / 北緯39.724389度 東経140.152111度)
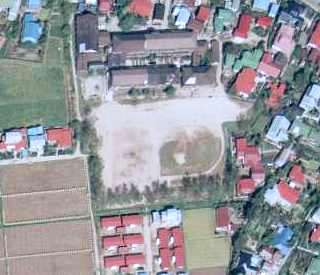
1975年 旧校舎　(北緯39度43分27.8秒 東経140度09分7.6秒 / 北緯39.724389度 東経140.152111度)
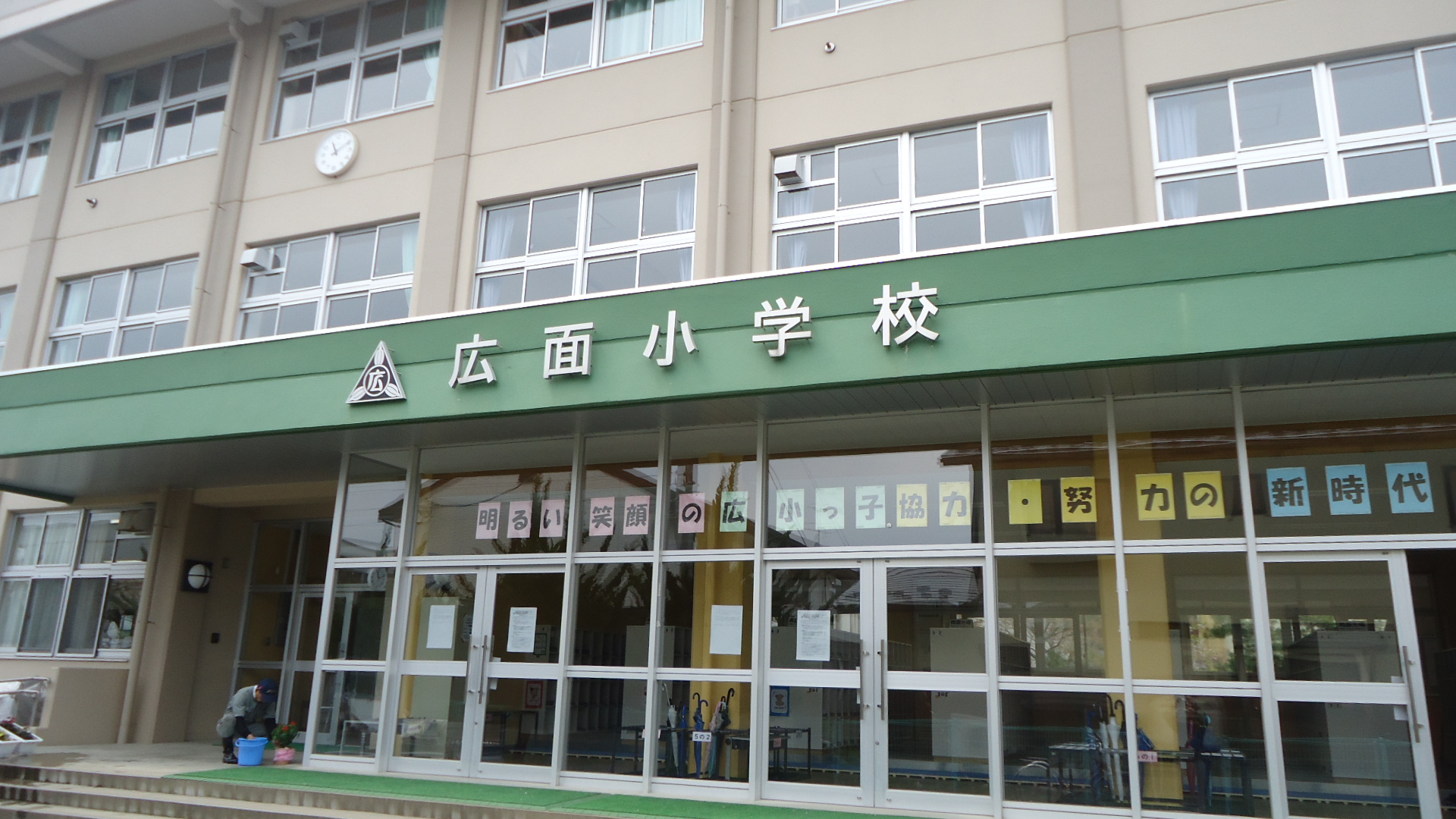
入口
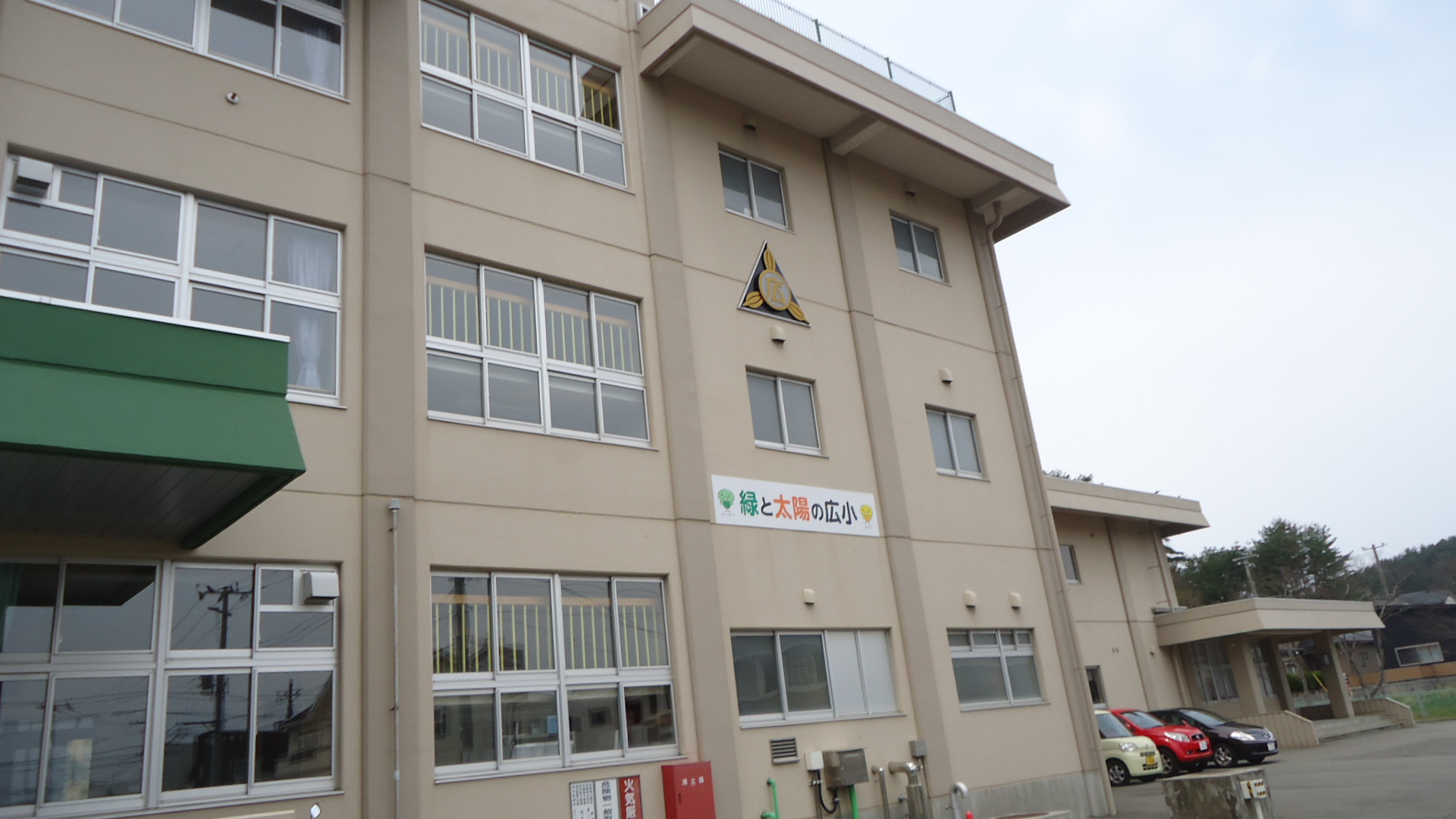
校章とモットー
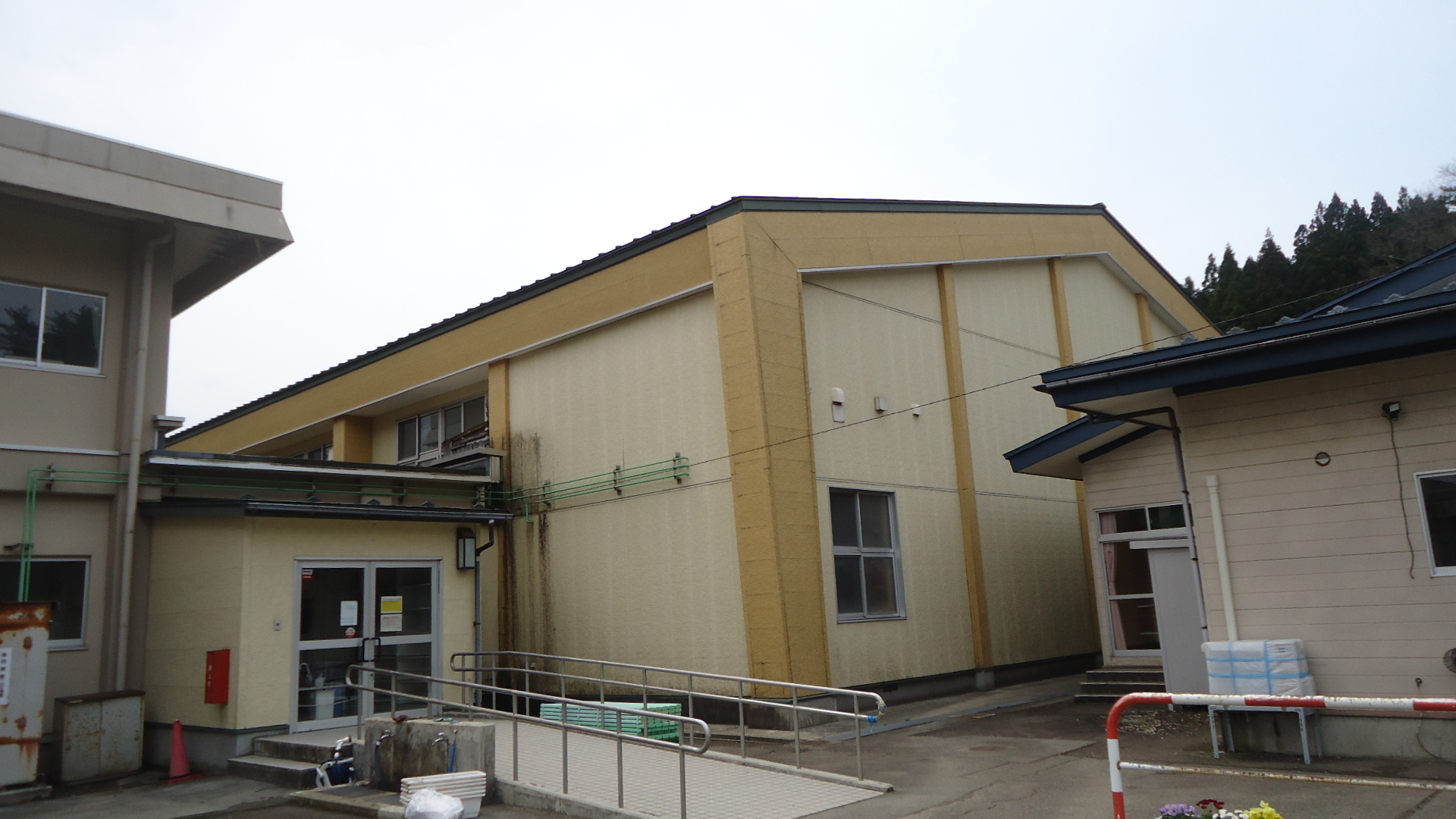
広小アリーナ
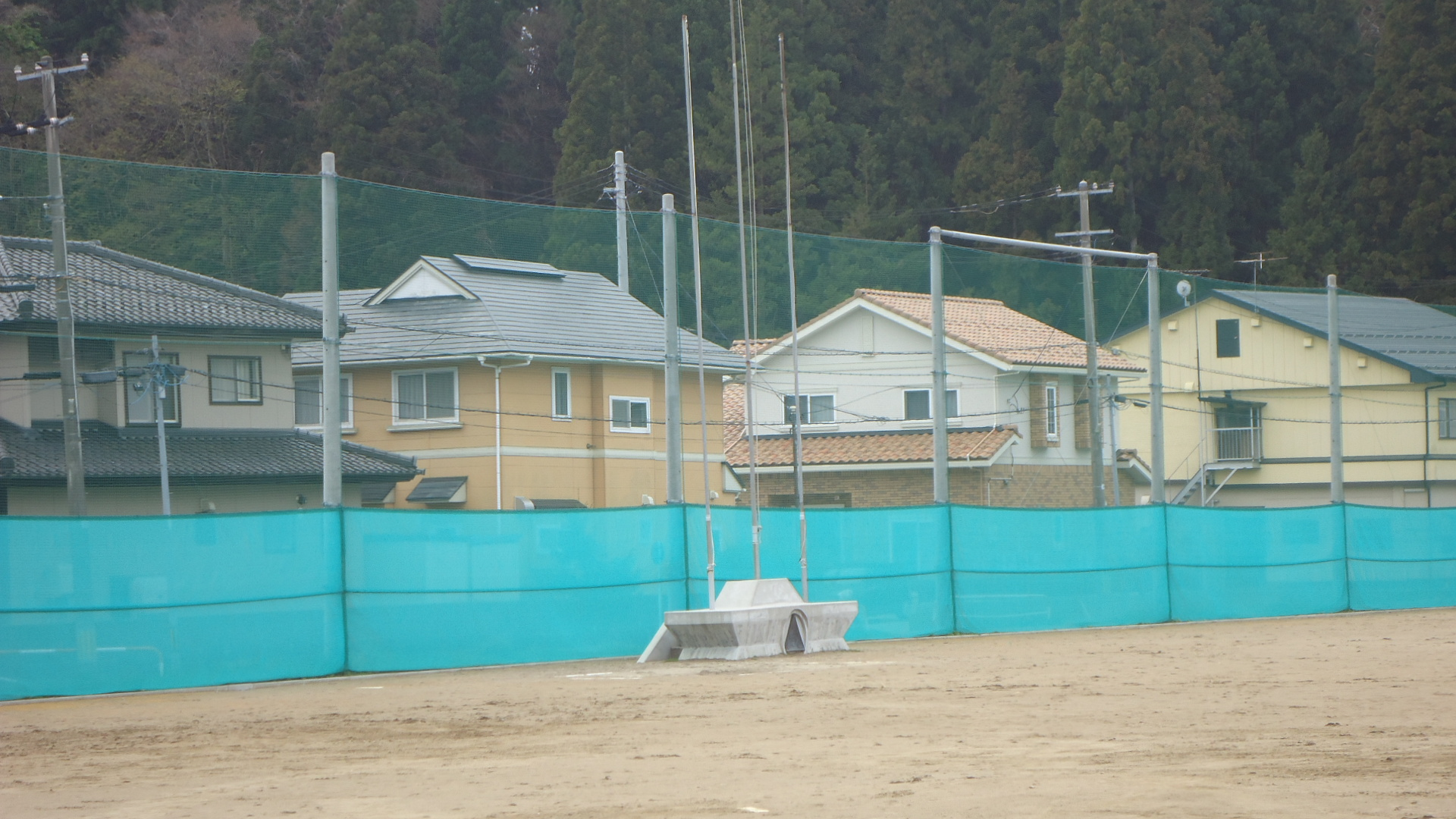
掲揚台
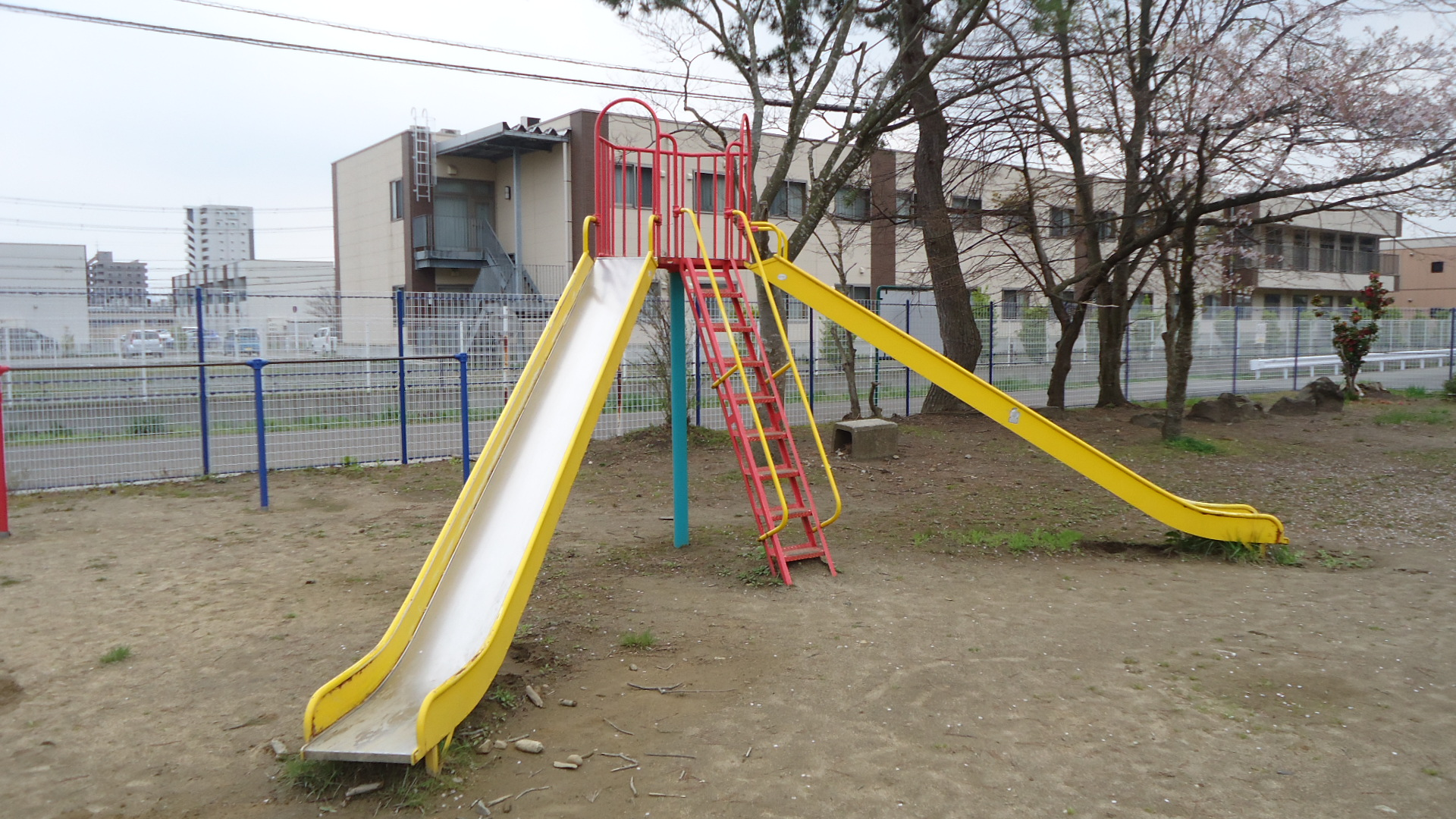
滑り台
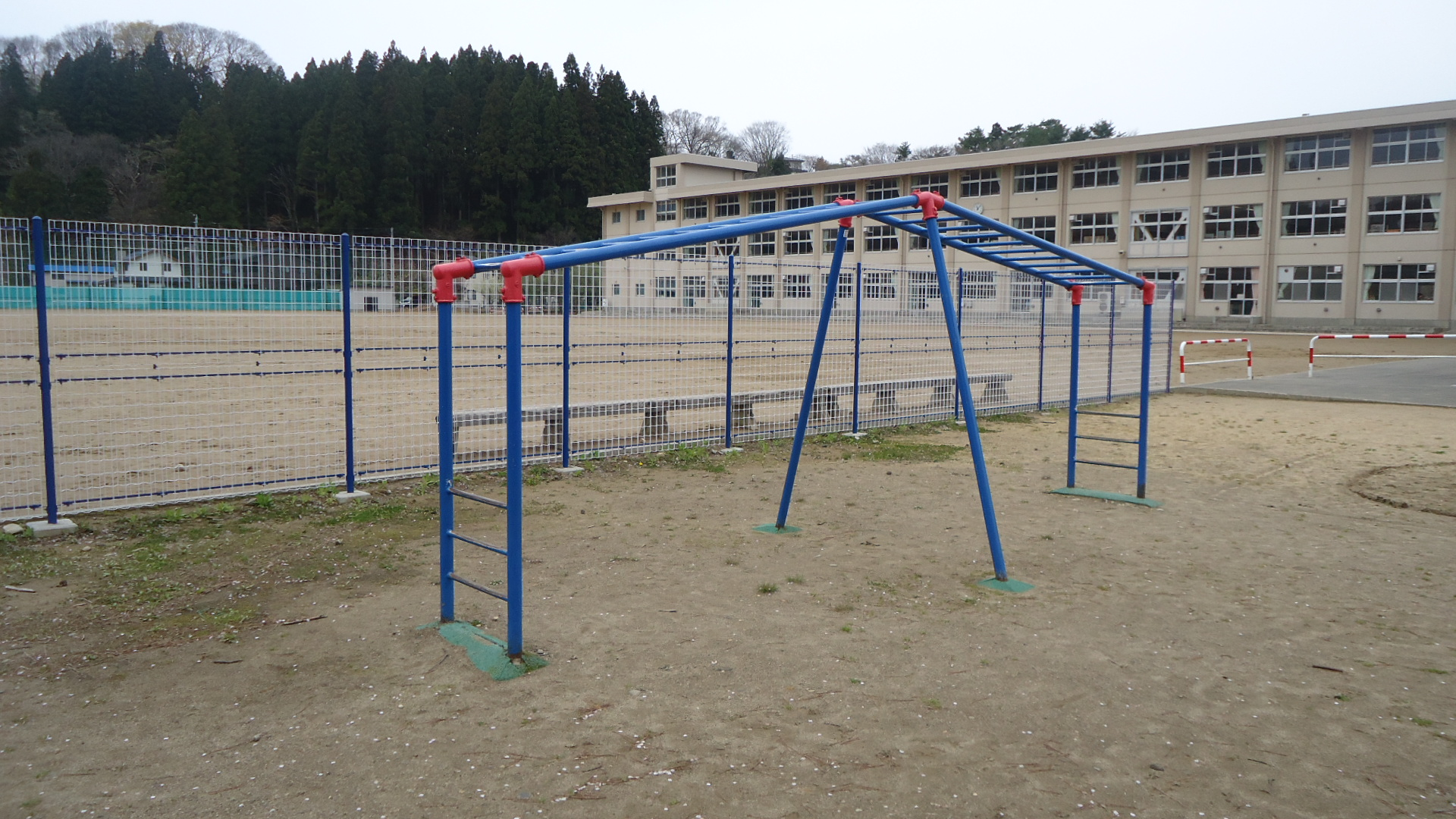
雲梯
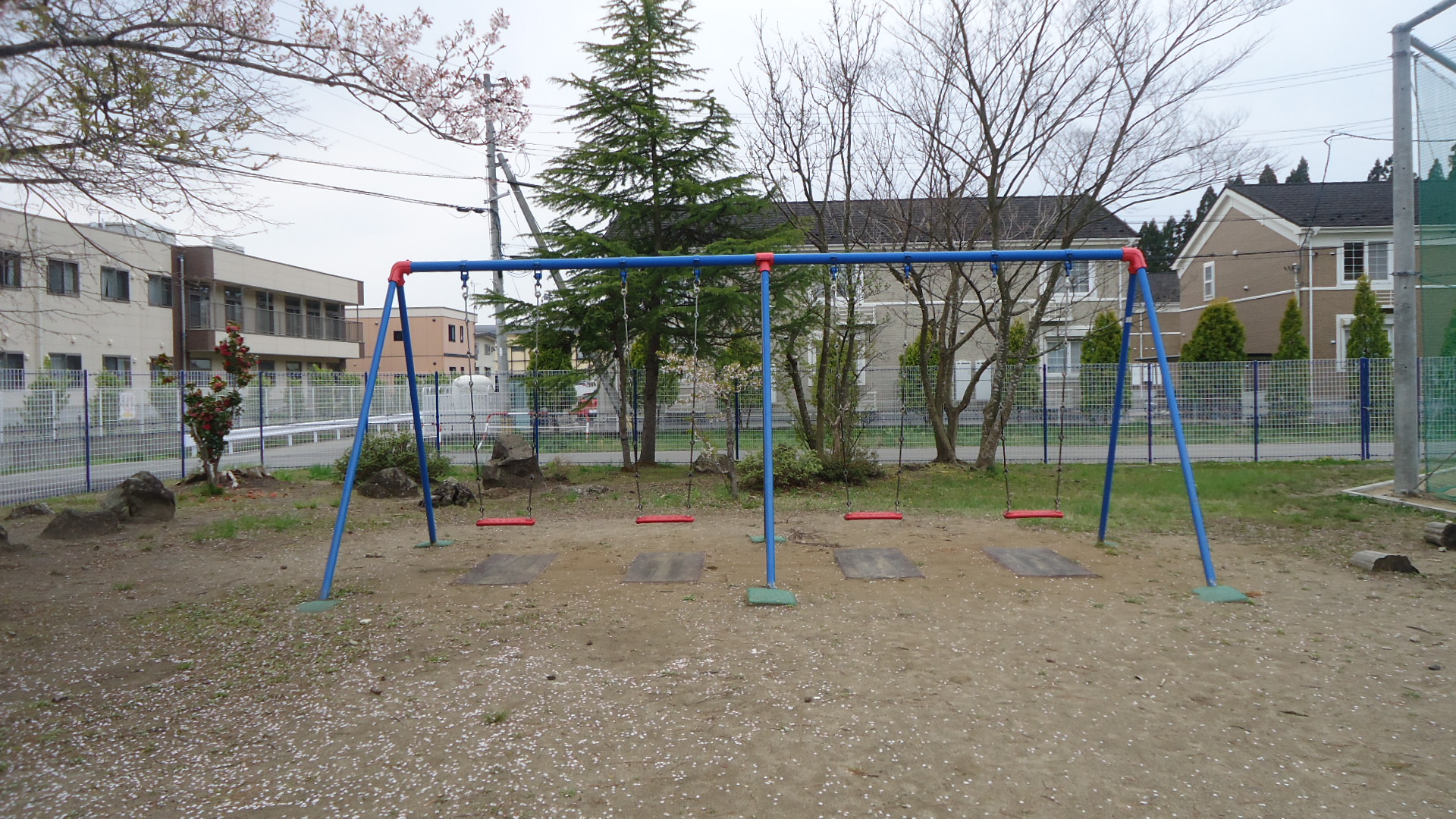
ブランコ
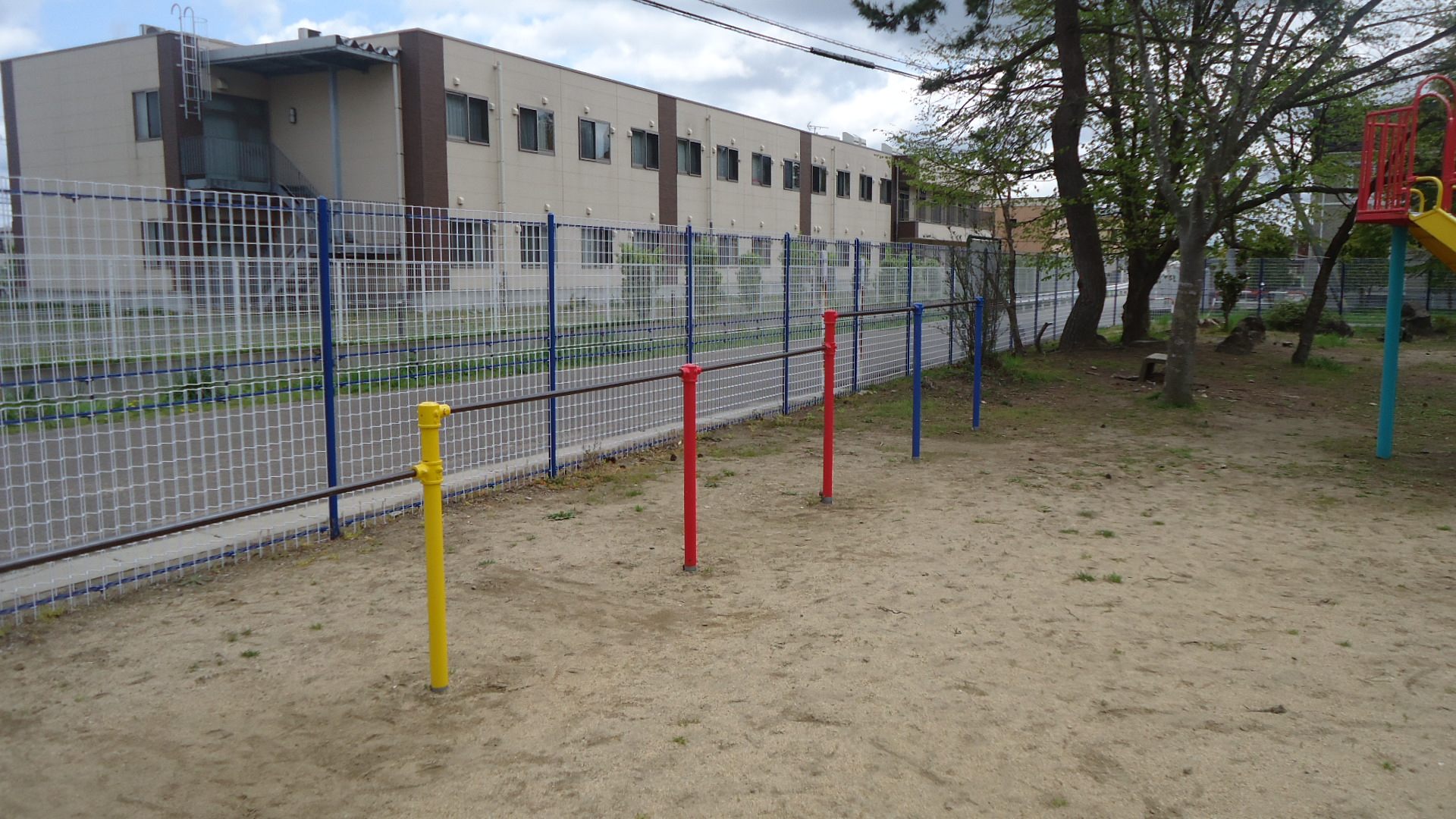
鉄棒
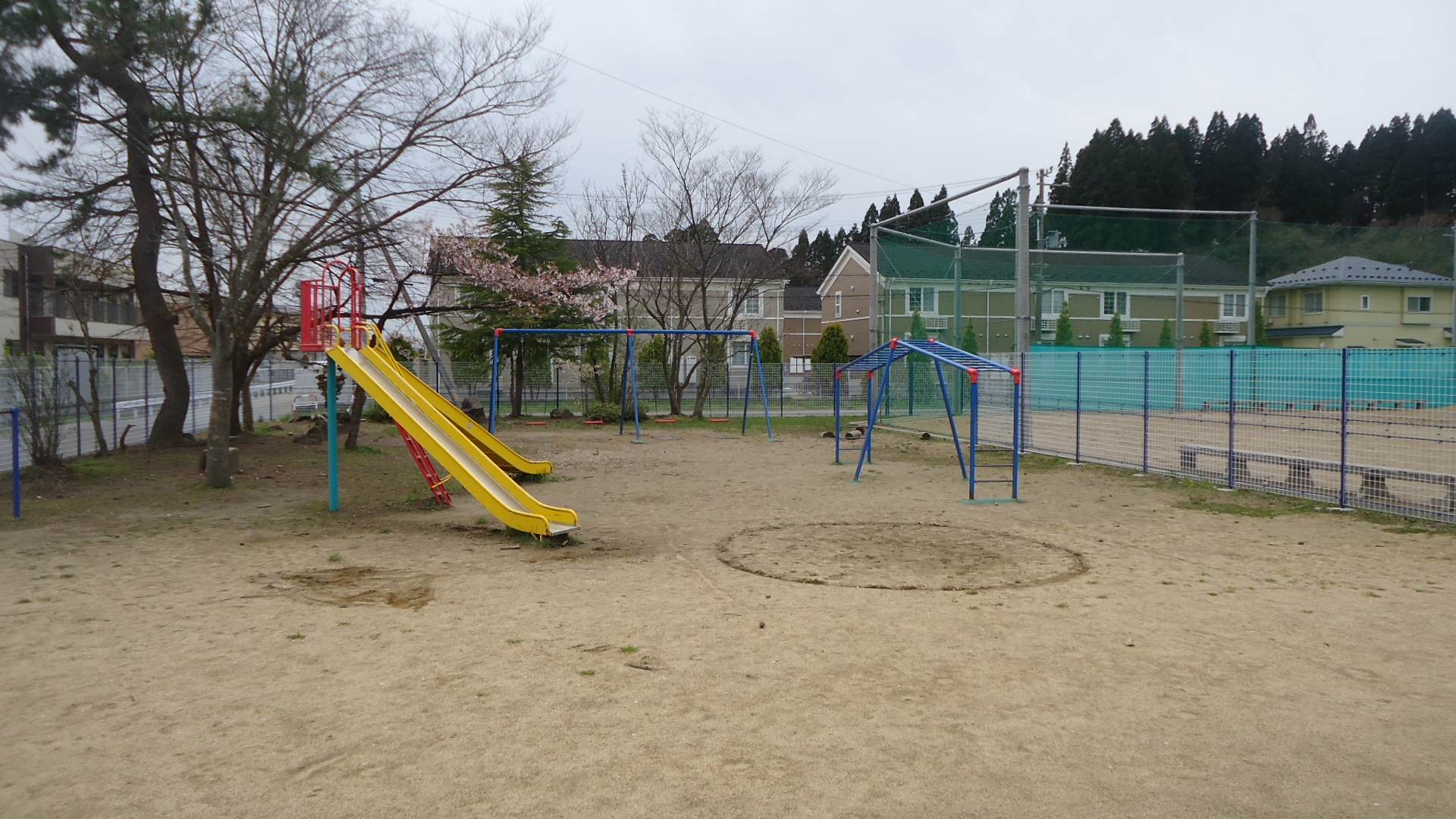
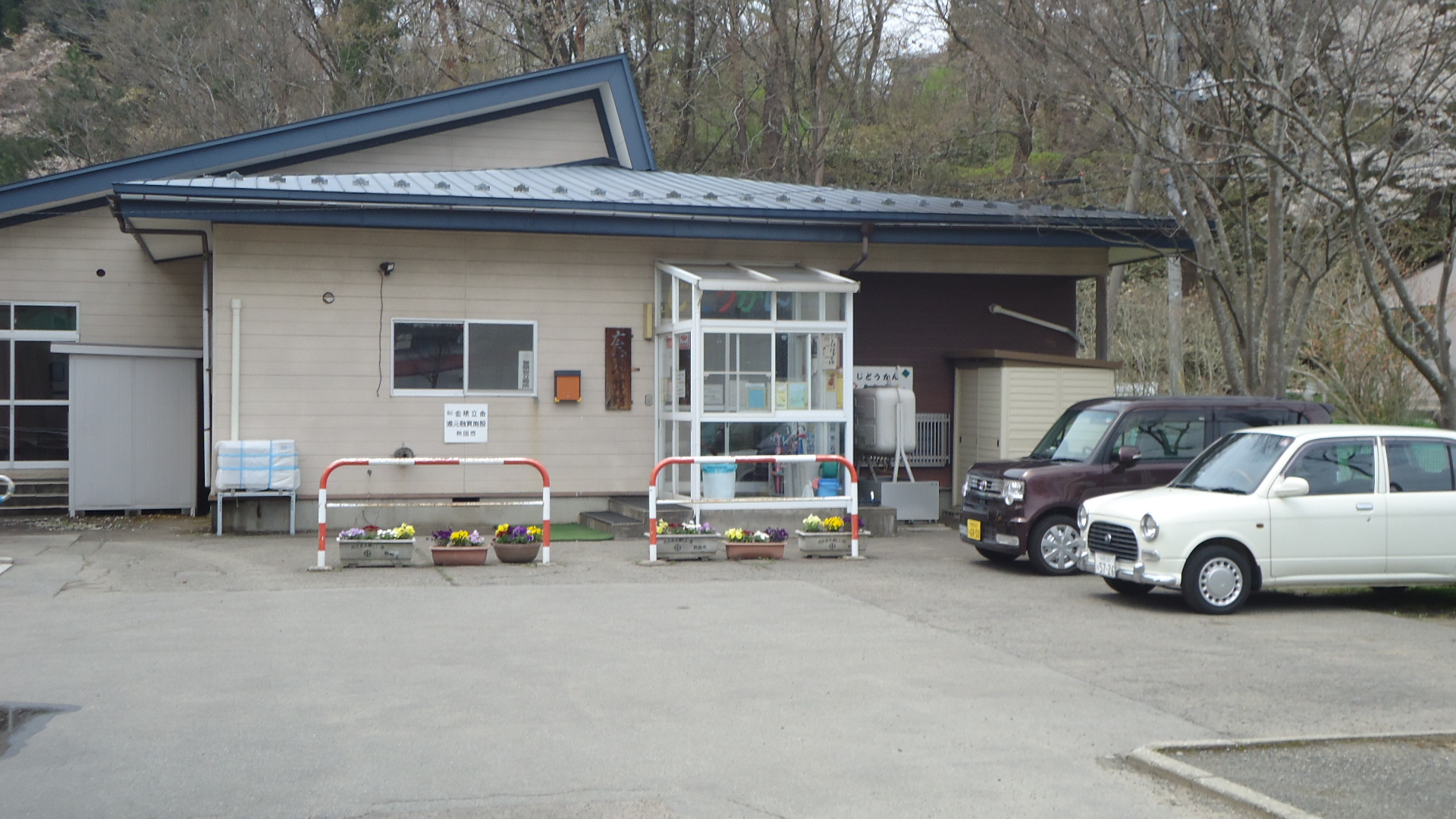
旧広面児童館
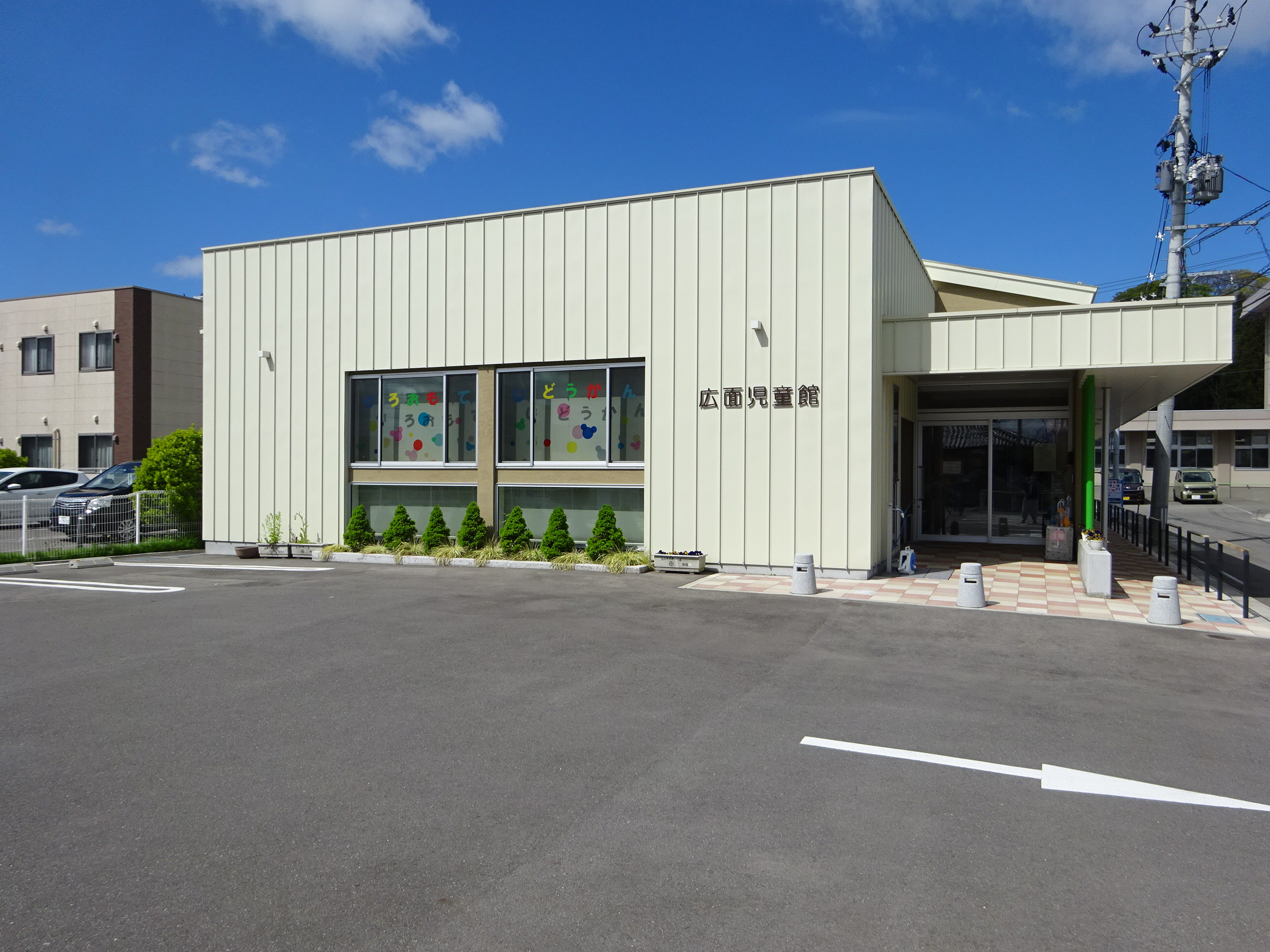
新広面児童館
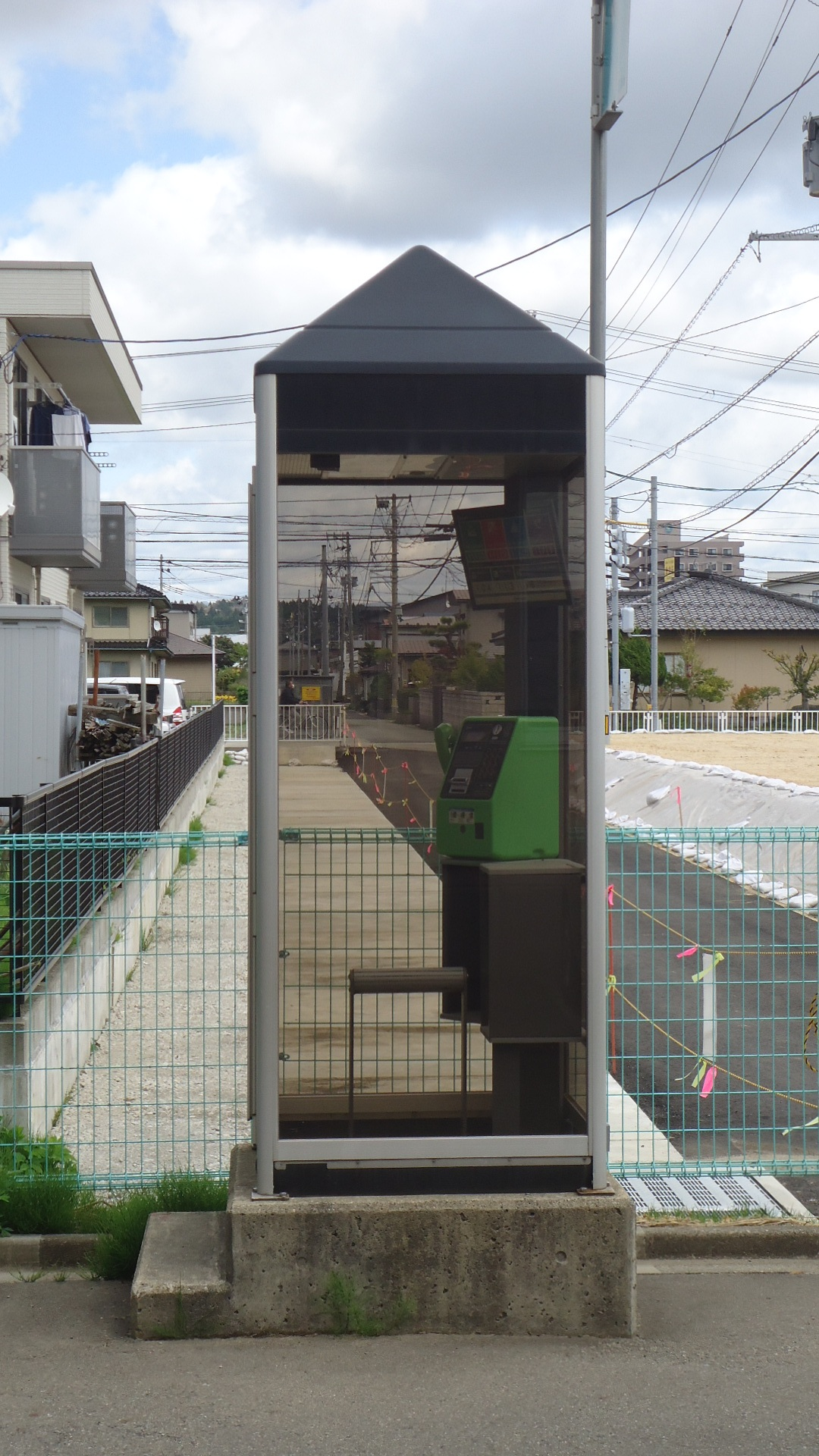
公衆電話
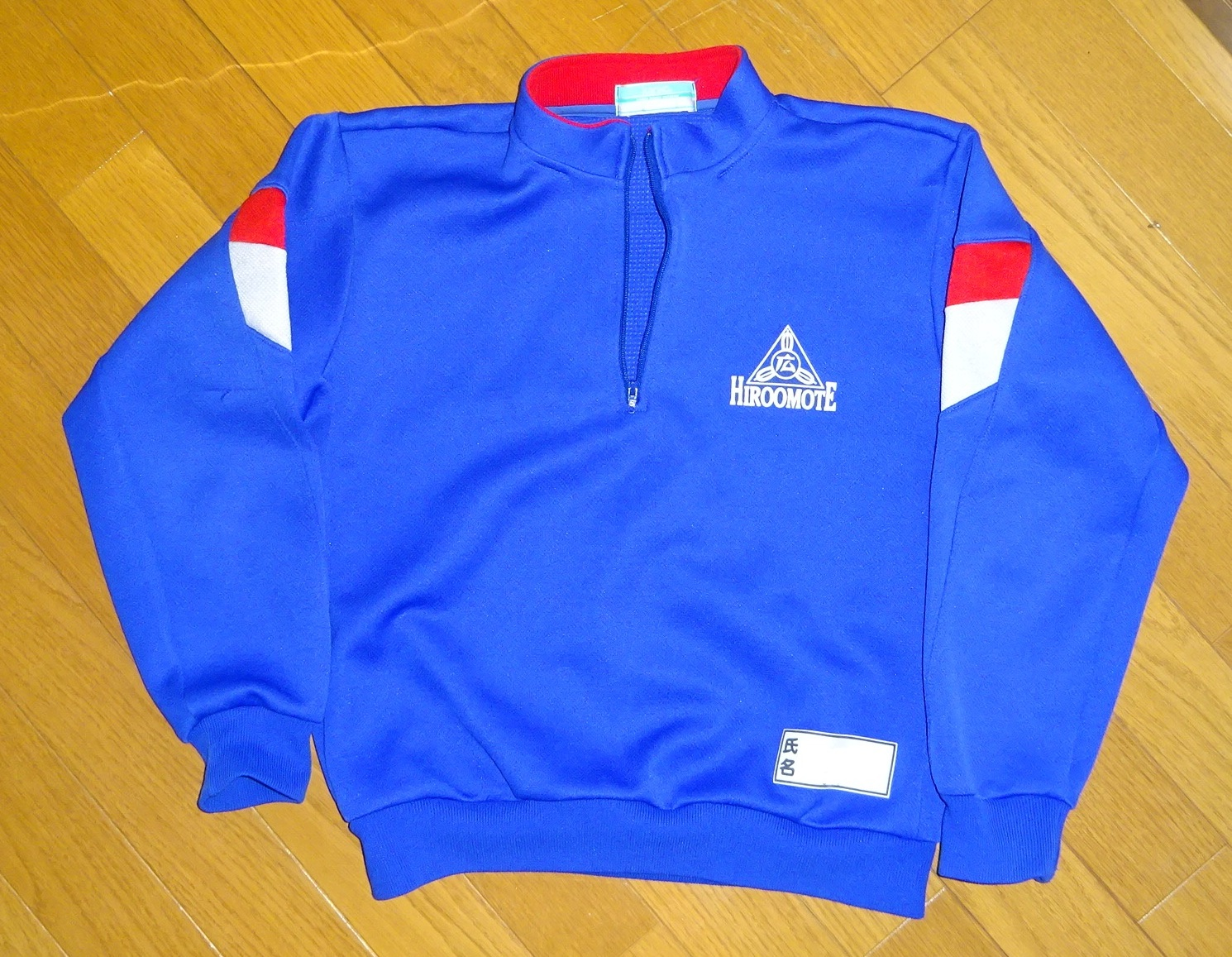
体育着
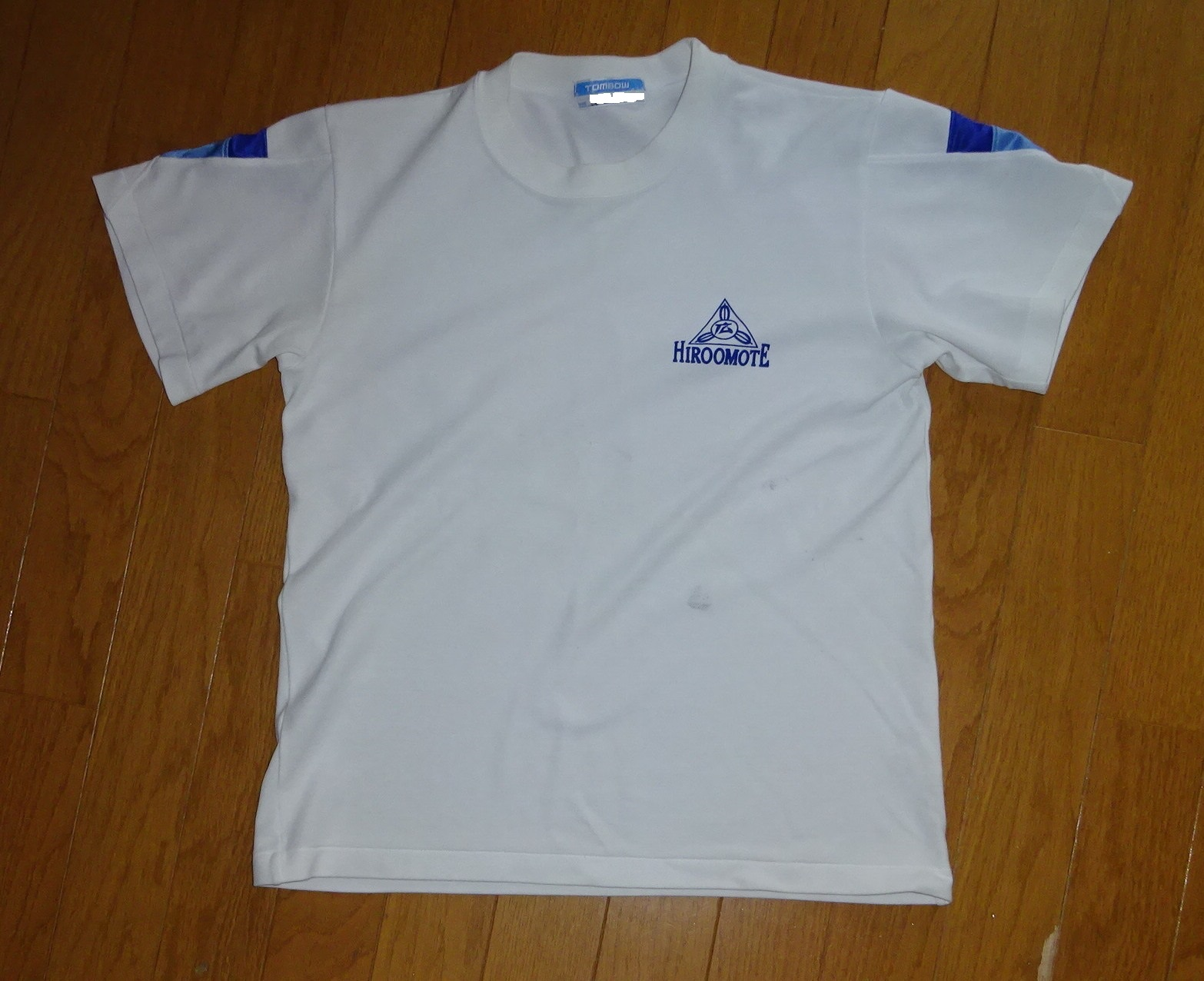
夏用体育着
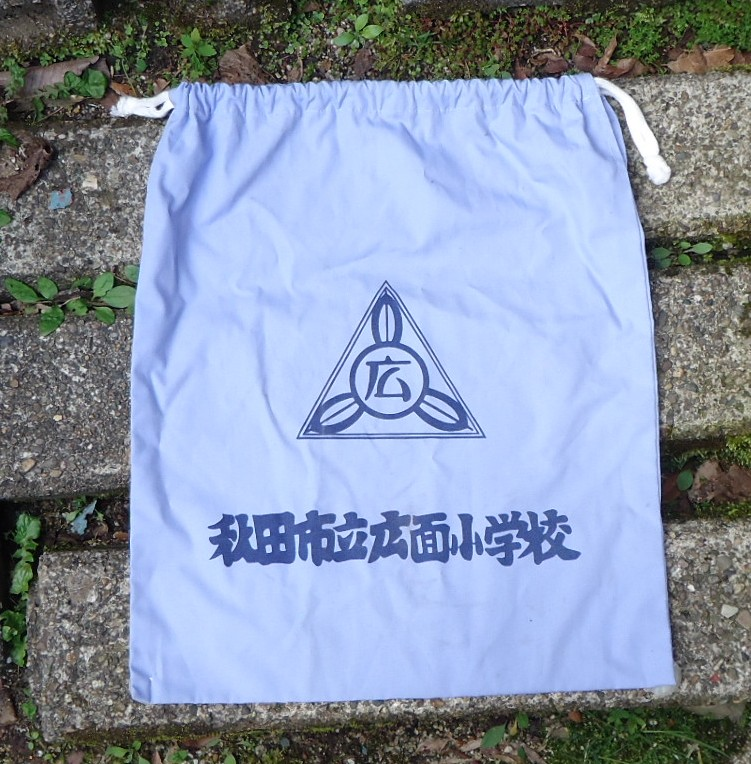
靴入れ
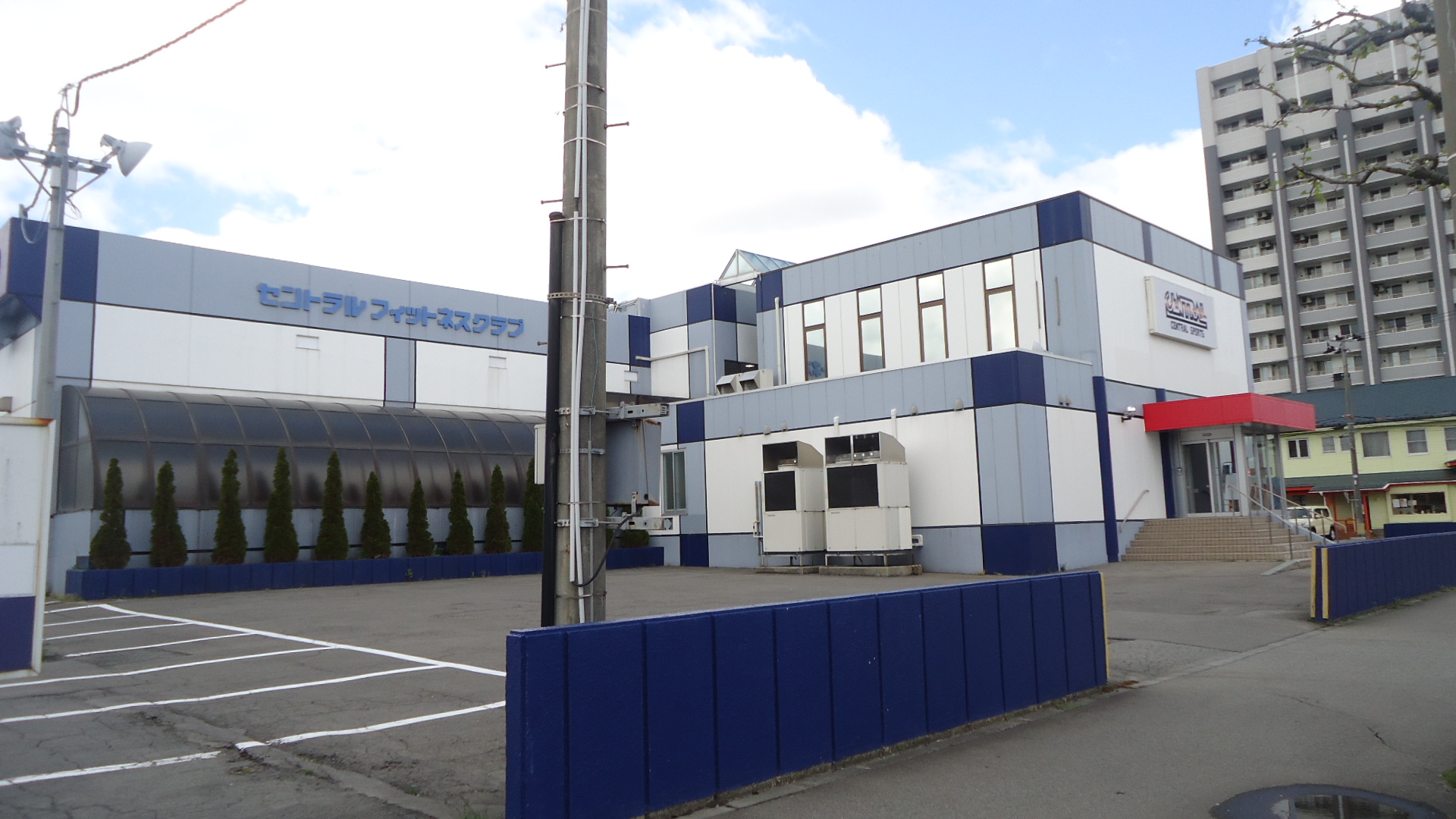
セントラルスポーツ 広面 (北緯39度43分37.5秒 東経140度08分57.9秒 / 北緯39.727083度 東経140.149417度)
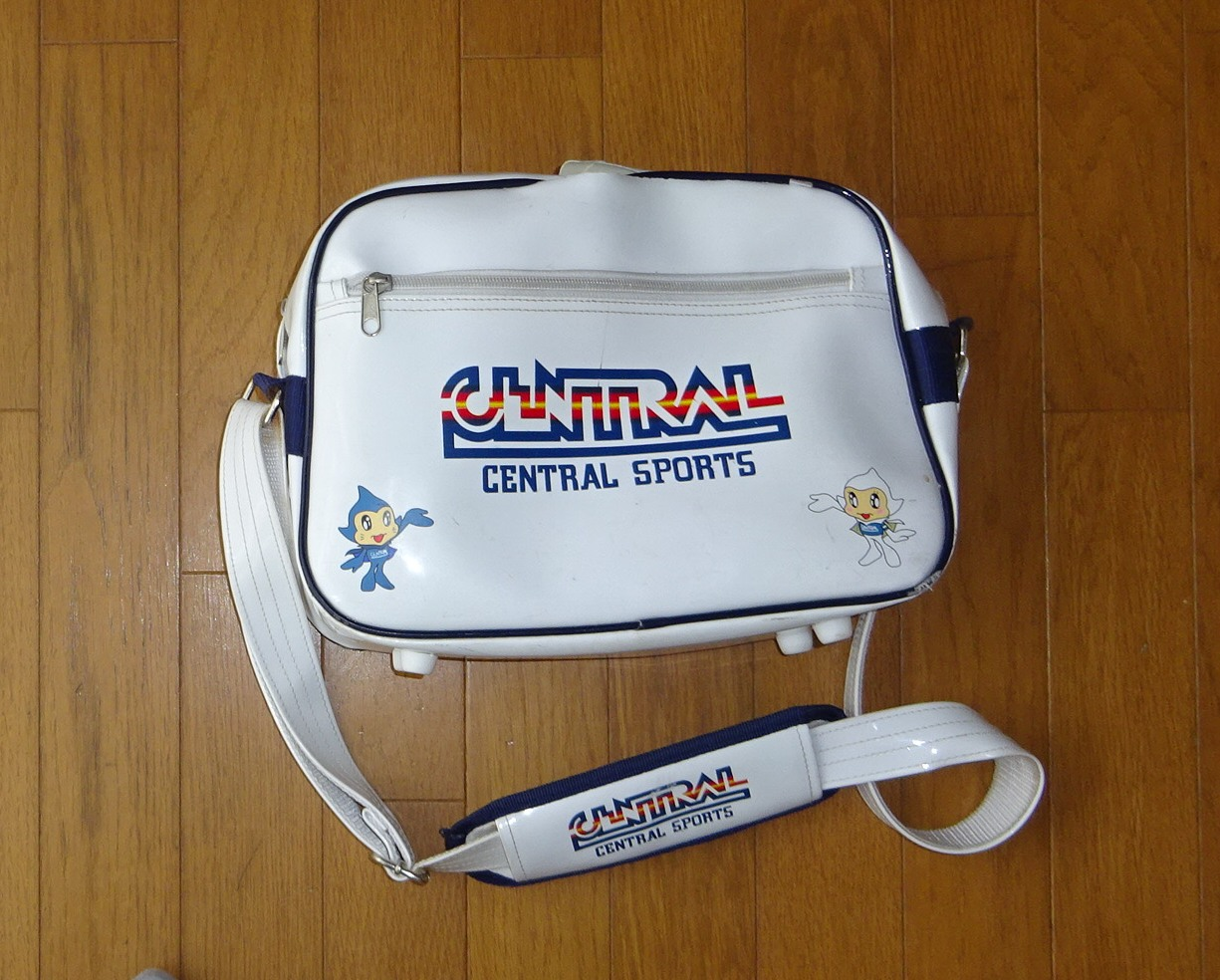
セントラルスポーツカバン